# 이재용 (성우)
이재용(1960년 11월 14일 ~ )은 대한민국의 성우로, 1988년 한국방송 성우극회 공채 21기로 입사했다.

## 출연작품

### 애니메이션
- 독수리 5형제(96년 방영작/KBS) - 혁
- 엘시드(특선/KBS) - 엘시드
- 마법기사 레이어스(SBS) - 이글 비전
- 크르노 크루세이드(투니버스) - 아이온
- 블리치(투니버스) - 카리야 진
- 원피스(KBS, 투니버스, 챔프) - 클리크 / 돈키호테 도플라밍고 / 몽키 D. 드래곤 / 하이루딘
- 헬보이 - 폭풍의 검(대원방송) - 헬보이
- 전설의 용자 다간(VIDEO) - 다간
- 탑블레이드(국산/SBS) - 라이 / 하우링 / 프란츠 유르겐즈
- 바사라(MBC) - 아게하
- 사이보그 009(애니원) - 005(제로니모 주니어) / 카보레
- 더 파이팅(투니버스) - 은대태 / 고양일
- 출동! 12레인저(투니버스) - 강다리
- 슈퍼맨(VIDEO) - 슈퍼맨
- 데카맨 블레이드(VIDEO) - 노엘
- 드래곤 볼 Z(SBS) - 천진반
- 드래곤 왕국-영웅전설(VIDEO) - 류안
- 드래곤 파이터 1, 2(투니버스) - 슈퍼미르
- 디즈니 만화동산-욕심쟁이 오리 아저씨(KBS) - 발사대
- 디지몬 세이버즈(대원방송) - 듀크몬
- 라스트 더 뱀파이어(투니버스) - 루이스
- 로빈 훗(디즈니/VIDEO) - 리처드 왕
- 무적용사 사자왕(투니버스) - 해설 / 루카의 아버지
- 은하탐정 케인(SBS) - 레일
- 아랑전설 (VIDEO) - 죠 히가시
- 자이언트 로보(투니버스) - 철우 / 제갈량
- 황금로봇 골드런(KBS) - 어드벤저 / 레온 카이저
- 엘리먼트 헌터(KBS) - 제로
- 몬스터(투니버스) - 마르틴
- 한국사 시간여행(EBS) - 정도전
- 포켓몬 제네레이션즈 - 핸섬

### 특수촬영 드라마
- 무적 파워레인저(KBS) - 빌리(블루) 역
- 울트라맨 가이아(챔프) - 사령관 역
- 컴퓨터 특공대(SBS, VIDEO) - 앰프 역 外
- 파워레인저 다이노소울 - 마스터 블루

### 외화

#### 전담 배우
견자단
- 정무문 (드라마) (KBS) - 진진
- 엽문 1 / 엽문 2 (KBS) - 엽문
- 8인: 최후의 결사단 (KBS) - 심중양
- 칠검 (KBS) - 초소남
- 상하이 나이츠 (KBS) - 우찬
- 신 유성호접검 (KBS) - 엽상
- 이연걸의 황비홍 (KBS) - 납란원술

#### 드라마(시리즈)
- 먼데이 모닝스 (MBC) - 하딩 후튼 (앨프리드 몰리나)
- 여총리 비르기트 시즌 1, 2 (CNTV) - 캐스퍼 (필로 애스백)
- 공룡왕국 (KBS) - 캐빈
- 판관 포청천 (KBS)
- 아카풀코 해변수사대 (SBS) - 타미
- 시드니 해양특급 (KNN) - 사익스
- 베이사이드 얄개들2 (SBS) - 브라이언
- 손자병법 (SBS) - 손빈
- 사랑의 집 (KNN) - 매트
- 투명인간 (KBS) - 아르노(조엘 비소넷)
- 로스트 월드 (KNN) - 말론
- 징기스칸 (KBS) - 주치
- 고스트 & 크라임 (KNN) - 조 드브와
- 오피스 (OBS) - 드와이트 (레인 윌슨)
- 위기의 주부들 (KBS) - 카를로스 솔리스(리카르도 안토니오 차비라) / 칼 마이어(리처드 버기)
- 대지의 기둥 (KBS) - 톰 (루퍼스 스웰)
- 삼국지 (KBS) - 손견
- 리벤지 (KBS) - 프랭크
- 리지는 사춘기 (외화/투니버스) - 리지 아빠
- 전쟁과 평화(KBS) - 로스토프(아드리안 에드몬슨) / 볼콘스키 공작(짐 브로드벤트)
- 하우 투 겟 어웨이 위드 머더 시즌 1,2(넷플릭스) - 네이트
- 언더커버 (KBS) - 카터(빈센트 리건) / 크레이머(제이 베네딕)
- 리썰 웨폰(KBS) - 에이버리(케빈 람) / LA 검사장(토니 플라나)
- 경감 메그레 시즌 2(KBS) - 프레드(더글라스 호지)
- 트레드 스톤(프라임) - 오마 멧월리
- 명탐정 코난 드라마 스페셜 - 남도일의 부활(투니버스) - 유명한 탐정(진나이 타카노리)
- 집단 좌천 (채널J) - 이치무라 마사치카

#### 영화
- 청사(KBS) - 허생(오흥국)
- 운명의 덩크슛(KBS) - 지미(케빈 베이컨)
- 마틴 쉰의 유죄추정(SBS) - 바비
- 올리브 나무 사이로(SBS) - 호세인(호세인 레지미)
- 삼형제와 상속자(SBS) - 파스칼(파스칼 레지튀미스)
- 아버지와 어머니 그리고 형제자매들(SBS) - 기(알랭 바슝)
- 머니 트레인(KBS) - 찰리(우디 해럴슨)
- 샤인(KBS) - 데이빗 헬프갓(제프리 러시)
- 엑시덴탈 스파이(KBS) - 원소부(성룡)
- 복수의 실락원(KBS) - 마틴(존 앨런 넬슨)
- 마법사 롬바르도(EBS) - 롬바르도(모리츠 블레이트르)
- 폭풍의 월요일(KBS) - 브렌든
- 타인의 취향(KBS) - 데샹(알랭 샤바)
- 7번째 사진(KBS) - 레니(올리버 코리트키)
- 전설의 영웅 엘시드(KBS) - 엘시드
- 줄리엣을 위하여(KBS) - 시몽(로랑 류카)
- 화성인 마틴(KBS) - 팀(제프 대니얼스)
- 러브 인 텍사스(KBS) - 칼(루크 윌슨)
- 크래쉬(KBS) - 라이언(맷 딜런)
- 웨딩 크래셔(KBS) - 제레미(빈스 본)
- 영광의 아이들(KBS) - 카르치 차보(이반 펜요)
- 러브 체인지(KBS) - 안드레이(유리 쿠첸코)
- 원초적 본능 2(KBS) - 닥터 마이클 글래스(데이비드 모리시)
- 더 레이디(KBS) - 마이클  / 앤서니(데이비드 슐리스)
- 터미네이터 제니시스(KBS) - 존 코너(제이슨 클락)
- 티벳에서의 7년 (KBS) - 페터 아우프 쉬나이테르(데이비드 튤리스)
- 할로우 맨(KBS) - 매트(조슈 브롤린)
- 외계의 추적자(KBS)
- 허리케인(SBS)
- 분노의 형제(KBS)
- 대호출격(KBS)
- 랑데부(SBS)
- 마법의 궁전(KBS)
- 사랑의 선택(KBS)
- 질주(KBS)
- 29번가의 기적(KBS)
- 선택받은 사람들(KBS)
- 청춘의 굴레(KBS)
- 알래스카의 검은늑대(SBS)
- 페퍼민트(KBS)
- 25시의 추적(KBS)
- 비룡맹장 (KBS) - 회장의 부하(베니 우르퀴데즈) / 무기 구매자(진경)
- 백 투 더 퓨처(SBS) - 비프(토머스 F. 윌슨)
- 엘리트 스쿼드(KBS) - 파비오(밀렘 코르타주) 외
- 호랑이와 눈(KBS) - 에르만노(주세페 바티스통)
- 제이슨X(SBS) - 브로드스키(피터 멘샤)
- 인썸니아(SBS) - 헵 엑카트(마틴 도노반)
- 에너미 오브 스테이트(SBS)
- 로켓 맨(KBS) - 빌(윌리엄 새들러)
- 랜섬(SBS)
- 욕망의 덫(SBS)
- 취권(SBS) - 이만호의 아들(왕장)
- 첨밀밀(SBS) - 영어선생(크리스토퍼 도일)
- 콘택트 (KBS) - 켄트(윌리엄 피츠너)
- 배트맨 2(KBS) - 고담 시장(마이클 머피)
- 디파티드(KBS) - 엘러비 경감(알렉 볼드윈)
- 톰과 허크(KBS)
- 벽혈남천(SBS) - 위국(왕합의)
- 파코와 오초(KBS) - 디제이(찰스 마틴 스미스)
- 킹스 스피치(KBS) - 에드워드(가이 피어스) / 극단 감독(데이빗 뱀버)
- 뱀파이어와의 인터뷰(KBS) - 말로이(크리스찬 슬레이터)
- 네이비 실(SBS)
- 법외정(KBS) - 피터
- 돈가방을 든 수녀(SBS)
- 알프레드 히치콕의 나는 고백한다(KBS) - 의장
- 10(KBS) - 아나운서
- 필라델피아 익스페리먼트2(KBS)
- 신 유성호접검(KBS) - 엽상(견자단)
- 써머스비(KBS)
- 조슈아 트리(SBS) - 경찰(제이슨 아지키웨)
- 태양은 가득히(KBS) - 프리디(빌리 컨스)
- 더티 해리(KBS) - 치코(레니 샌토니)
- 할리우드 박사(KBS) - 행크(우디 해럴슨)
- 허트 로커(KBS) - 콜트랙트 팀 리더(레이프 파인스)
- 아메리칸 스플렌더(KBS) - 크럼(제임스 어바니악)
- 언더 더 쎄임 문(KBS) - 파코
- 웰컴 투 사라예보(KBS) - 그렉(제임스 네스비트)
- 비투스(KBS) - 레오 / 아버지(유르스 유커) 외
- 왕과의 하룻밤(KBS) - 하만(제임스 컬리스) / 사무엘(피터 오툴)
- 플루토에서 아침을(KBS) - 버티(스티븐 레이) / 발리의 친구(이몬 오웬) / 교사(팻 맥케이브)
- 덤 앤 더머(SBS) - 중년 남성(캄 닐리)
- 에어 아메리카(SBS)
- 천국의 책방 - 연화(KBS) - 타키모토(카가와 테루유키)
- 쓰나미(SBS) - 크리스티안
- 거북이는 의외로 빨리 헤엄친다(KBS) - 라면 가게 아저씨(미츠시게 유타카)
- 리오 그란데(KBS) - 타이리(벤 존슨)
- 블루 스틸(SBS) - 하워드(맷 크레이븐)
- 미트 페어런츠 2(KBS) - 판사(셀리 버만)
- 사하라(KBS) - 마사드(랑베르 윌슨)
- 뷰티풀 마인드(KBS) - 솔(아담 골드버그)
- 블랙 아웃(SBS) - 지미(마크 펠레그리노) / 부서장(러셀 웡)
- 신부와 편견(KBS) - 콜리(나틴 챈드라 카나트라)
- 크로커다일 던디2(KBS)
- 마운틴 패트롤(KBS) - 류동 순찰대원
- 챠이라이 미녀특공대(KBS) - 미키 아빠
- 스타 워즈 에피소드 5: 제국의 역습(KBS) - 랜도 칼리시안(빌리 디 윌리엄스)
- 스타 워즈 에피소드 6: 제다이의 귀환(KBS) - 랜도 칼리시안(빌리 디 윌리엄스)
- 하일복성(KBS)
- 몬스터 볼(KBS) - 교도소장(윌리엄 로코스) / 형사(리치 몽고메리)
- 탈주자(SBS) - 로니(에드워드 브랫츠포드)
- 걸 파이트(KBS) - 쿨리지
- 홍번구(KBS)
- 타임라인(KBS)
- 프로텍트(KBS) - 두목
- U-571(SBS) - 에미트 대위(존 본조비)
- 폴 뉴먼의 평결(KBS)
- 시티 홀(SBS)
- 성룡의 나이스 가이(KBS)
- 제너럴(KBS) - 노엘(아드리안 던바)
- 브레이브 하트(KBS) - 보드론(지미 치솔름) / 병사 / 장군 / 요크성 성주
- 크로우3(KBS)
- 방세옥(SBS) - 악이다(조문탁)
- 이노센트(KBS) - 러셀
- 타임 투 킬(KBS) - 해리(올리버 플랫)
- 올랜도(KBS)
- 파이널 디씨전(KBS) - 랫(존 레귀자모) / 자파(안드레아스 카츨라스) / 테러범(크리스토퍼 마허) / 장교(찰스 할러한)
- 파이널 디씨전(SBS)
- 다이하드2(SBS) - 스튜어트의 부하(본디 커티스홀) / 죄수 비행기 조종사 / 관제탑 직원
- 레드 바이올린(KBS)
- 메이드 인 아메리카(KBS)
- 에드우드(KBS) - 콘래드(브렌트 힌클리)
- 성룡의 빅타임(KBS) - 노내화
- 크레이블2(SBS)
- 6번째 날(KBS) - 행크(마이클 래파포트)
- 내셔널 시큐리티(SBS) - 내쉬(에릭 로버츠)
- 라간(KBS) - 하리 / 아잔 / 람프라사드 외
- 웰컴 미스터 맥도날드(KBS) - 호사카(나미키 시로)
- 밀리언 달러 호텔(KBS) - 제로니모(지미 스미츠)
- 케인호의 반란(KBS) - 스틸웰 선원(토드 칸스)
- 스텝맘(KBS) - 쿠퍼(안드레 B. 블레이크)
- 페이스 오프(SBS)
- 로봇인간 칩(KBS) - 브랜든(스콧 닐)
- 황비홍3(KBS) - 토멘스키
- 웨딩플래너(SBS)
- 머니트레인(KBS) - 찰리(우디 해럴슨)
- 까미유 클로델(SBS)
- 102마리 달마시안(KBS) - 알론조
- 굿바이 뉴욕, 황금을 찾아라(SBS) - 필(다니엘 스턴)
- 이레이저(SBS) - 놀란드(스티븐 포드) / 샐리 보이(존 스나이더)
- 미스 에이전트(SBS)
- 잉글리쉬 페이션트(KBS) - 제프리(콜린 퍼스)
- 배틀필드(SBS)
- 주니어는 못말려(KBS)
- 글래디에이터(SBS) - 하겐(랄프 묄러) / 로마 병사(토니 커런)
- 슈팅 라이크 베컴(SBS)
- 사이더 하우스(KBS) - 월리(폴 러드)
- 발렌타인 데이(SBS)
- 유덕화의 도망자(KBS)
- 길로틴 트래지디(KBS) - 소위
- 바로워스(KBS) - 제프(마크 윌리엄스)
- 데이라이트(KBS) - 로이(비고 모텐슨)
- 드라큘라 2000(KBS) - 트릭(숀 패트릭 토마스)
- 물의 무게(KBS) - 이반
- 미 마이셀프 앤드 아이린(SBS)
- 스파이더맨(KBS) - 레슬링 경기 진행자(브루스 캠벨) / 메리 제인의 아빠(팀 드 잔)
- 무간도2 - 혼돈의 시대(KBS) - 육계창(후준)
- 프리잭(KBS) - 모건(존 셰이)
- 러시아워(SBS) - 클라이브(크리스 펜)
- 다크니스(KBS)
- 의뢰인(SBS)
- 보디가드(KBS)
- 스피드 2(KBS) - 애쉬톤(제레미 홀츠) / 관광객(엔리케 머시아노)
- 미네소타 트윈스(SBS)
- 더 록(SBS)
- 머니 핏(KBS) - 맥스(알렉산드르 고두노프)
- 썬더볼트(KBS) - 쿠거(토르스텐 니켈)
- 스포트라이트(KBS) - 벤(존 슬래터리) / 추기경(렌 카리오)
- 사랑은 방울 방울(KBS) - 톰(임가동)
- 최후의 탈출(SBS) - 하쿤(제이슨 스콧 리)
- 내 사랑 신디(KBS) - 킨트(콜트 매카운)
- 배트맨과 로빈(SBS) - 과학자(마이클 폴 챈)
- 용서받지 못한 자(KBS) - 랜디(제레미 래츠포드) / 데비(로브 캠벨) 外
- 인생은 아름다워(KBS) - 로돌포(아메리고 폰타니)
- 007 살인번호(KBS) - 경비원(캐리 로빈슨) / 호텔 웨이터(프랭크 싱이뉴)
- 아스테릭스(KBS) - 음유시인 아쉬렁스투릭스(피에르 팔마드)
- 의천도룡기(KBS) - 송청서(예성)
- 스트리트 나이트(SBS) - 윌리(제레미아 버켓)
- 가위손(KBS) - 방송 진행자 (존 데이비슨)
- 백 투 더 퓨처 2(KBS) - 남자 (찰스 플라이셔) / 후지스 사장 (짐 이시다) / 노숙자 (조지 벅 플라워)
- 의문의 실종(KBS) - 퍼트남 (데이비드 클레넌)
- 호두까기 인형과 4개의 왕국 - 쉬버(리처드 E. 그랜트)
- 소공녀(KBS) - 버로우스(E. E. 클라이브)
- 스타 워즈 에피소드 5: 제국의 역습(KBS) - 랜도(빌리 디 윌리엄스) / 비어스(줄리안 글로버)
- 스타 워즈 에피소드 6: 제다이의 귀환(KBS) - 랜도(빌리 디 윌리엄스)
- 사랑의 경주(KBS) - 경찰(밥 한나) / 경기 중계 해설(척 울레리)
- 대복성(SBS) - 당비(도대위) / 일본군(단양)
- 대부 2(KBS) - 클레멘자(브루노 커비)
- 코만도(KBS) - 설리(데이비드 패트릭 켈리) / 경찰(대니 네로)
- 데몰리션 맨(SBS) - 알프레도(벤자민 브랫)
- 특전대 네이비 씰(SBS) - 해군 지휘관(덩컨 스미스)
- 졸업(KBS) - 칼(브라이언 애버리) / 초대 손님(월터 브룩) / TV 방송 음성
- 철의 여인(KBS) - 알프레드 로버츠(이안 글렌)
- 나 홀로 집에 2(SBS) - 경찰(로드 셀)
- 듄(SBS) - 라우타(스팅)
- 로마 제국의 멸망(KBS) - 폴리비우스(앤드루 키어)
- 앤트맨과 와스프 - 소니 버치(월턴 고긴스)

## 스카이 영화 (주연)
- 오스트레일리아 - 휴 잭맨
- 조나 헥스 - 조시 브롤린
- 더 스위치 - 제이슨 베이트먼
- 먹고 기도하고 사랑하라 - 빌리 크루덥
- 빌리 엘리어트 - 개리 루이스
- 미이라 3 - 브렌던 프레이저
- 2012 - 존 큐잭
- 리얼 스틸 - 휴 잭맨
- 어너더 어쓰 - 윌리엄 메이포서
- 소울 서퍼 - 데니스 퀘이드
- 더 러브리 본즈 - 마크 월버그
- 브루드 인 브루드 아웃 - 벤저민 브렛
- 특별조치 - 브렌던 프레이저
- 헝거 게임 - 우디 해럴슨
- 킹스 스피치 - 콜린 퍼스
- 저니 투 더 센터 오프 더 어쓰 - 브랜던 프레이저
- 더 걸 위드 더 드레곤 타투 - 대니얼 크레이그
- 디센던트 - 조지 클루니
- 다시, 뜨겁게 사랑하라 - 피어스 브로스넌
- 게임 체인지 - 우디 헤럴슨
- 달링 컴페니언 - 케빈 클라인
- 램파트 - 우디 헤럴슨
- 버터 - 휴 잭맨
- 메그니피슨트 프레젠스 - 엘리오 게르마노
- 세븐 싸이코페스 - 우디 헤럴슨
- 더 타워 - 장클로드 반담
- 투 더 원더 - 벤 애플랙
- 르 프레농 - 파트리크 뷔루엘
- 러브 이즈 얼 유니드 - 피어스 브로스넌
- 디스 커넥트 - 제이슨 베이트먼
- 더 울버린 - 휴 잭맨
- 나우 유 씨 미 마술 사기단 1,2 - 우디 헤럴슨
- 그래비티 - 조지 클루니
- 프리즈너스 - 휴 잭맨
- 홈 프론트 무비 - 제이슨 스테이섬
- 배드 워즈 - 제이슨 베이트먼
- 헤븐 이즈 포 리얼 - 그레그 키니어
- 엑스맨 데이 오브 퓨쳐 패스트 - 휴 잭맨
- 트랜스 포머 - 옵티머스
- 매직 인 더 문 - 콜린 퍼스
- 러브 펀치 - 피어스 브로스넌
- 쓰리 데이스 투 킬 - 케빈 코스트너
- 노벰버 맨 - 피어스 브로스넌
- 버드맨 - 마이클 키턴
- 킹스맨 - 콜린 퍼스
- 채피 - 휴 잭맨
- 마쉬랜드 - 라올 알레바로
- 투머로우 랜드 - 조지 클루니
- 터미네이터 제니시스 - 제이슨 클라크
- 아이히만 쇼 - 마틴 프리먼
- 이탈리안 네임 - 안드레아 아나토
- 미시시피 그라인드 - 벤 멘델슨
- 팬 - 휴 잭맨
- 독수리 에디 - 휴 잭맨
- 배트맨 대 슈퍼맨 - 벤 애플렉
- 집념의 검사 프리츠 바우어 - 로날드 제르필드
- 머니 몬스터 - 조지 클루니
- I. T. - 피어스 브로스넌
- 지니어스 - 콜린 퍼스
- 브리짓 존스의 베이비 - 콜린 퍼스
- 달콤한 꿈 - 발레리오 마스딴드리아
- 더 파운더 - 마이클 키튼
- 로 건 - 휴 잭맨
- 더 맨 위드 싸우전 페이시스 - 에두아르드 페르난데즈
- 노먼 - 리차드 기어
- 스파이더 맨 홈 커밍 - 마이클 키튼
- 혹성탈출 종의 전쟁 - 우디 헤럴슨
- 글라스 캐슬 - 우디 헤럴슨
- 킹스맨 2 골든 서클 - 클린 퍼스
- 오리엔트 특급 살인 사건 - 케네스 브래너
- 락 더 카스바 - 빌 머레이
- 온리 더 브레이브 - 조슈 브를린
- 빙고 - 데이비드 라쉐
- 위대한 쇼맨 - 휴 잭맨
- 좀비 랜드 - 우디 해럴슨
- 쓰리 빌보드 - 우디 해럴슨
- 셜록 놈즈 - 셜록 놈즈
- 화씨 451 - 마이클 섀넌
- 브레이킹 인 - 빌리 버크
- 더 머시 - 콜린 퍼스
- 맘마미아 2 - 피어스 브로스넌
- 데얼스 노 플레이스 라이크 홈 - 피에르프란체스코 파비노
- 블루 나이트 - 사이먼 베이커
- 레이디스 인 블랙 - 벵상 뻬레
- 수영장으로 간 남자들(르 그랑뱅) - 마티유 아말릭
- 세상을 바꾼 변호인 - 아미 해머
- 25 km/h - 비얀 미들
- 요로나의 저주 - 레이몬드 크루즈
- 올 이즈 트루 - 케네스 브래너
- 고질라: 킹 오브 몬스터 - 카일 챈들러
- 아이 캔 콰잇 웨네버 아이 원트 - 어네스 세비아
- 파리로 가는길 - 아르노 비야르
- 도라와 잃어버린 황금의 도시 - 유지니오 델베즈
- 투머로우즈 어 뉴데이 - 마르코 지아리니
- 팜비치 - 샘 닐
- 더 페어웰 - 티지 마
- 아름다운 여행 - 장 폴 루브
- 스타워즈 한 솔로 - 우디 해럴슨 외

#### 게임
- 진 삼국무쌍 시리즈(GAME) - 관우 역
- 천지를 베다(GAME) - 관우 역
- 임진록(GAME) - 이순신 역
- 디아블로3(GAME) - 데커드 케인 역
- 스타크래프트 - 알다리스
- 월드 오브 워크래프트(GAME) - 길니아스 국왕 겐 그레인메인 역
- 히어로즈 오브 더 스톰 (GAME) - 겐 그레이메인 역
- 안젤리크 스페셜(GAME) - 바람의 수호성 랜디 / 꿈의 수호성 올리비에
- 삼국지 천명 2(GAME) - 제갈량 역
- 에베루즈(GAME) - 해설 역
- 결전(GAME) - 도쿠가와 이에야스 역
- 로스트 아크(GAME)
- 콜오브듀티 블랙옵스 콜드워(GAME) - 아나운서 外

### 내레이션
- 도전! 불가능은 없다 (SBS)
- 당신이 주인공 (SBS)
- 강력추천 고교챔프 (KBS)
- 배낭메고 세계여행 (CABLE)
- 제리의 이상한 여행 (CABLE)
- 야생세계 (CABLE)
- 체험 헤밍웨이 어드벤쳐 (CABLE)
- 월드컵 풍물기행 (KBS)
- 경제 전망대 (KBS)
- PGA 골프스쿨 (CABLE)
- 빅 휘시 (CABLE)
- 손으로 이룬 역사 (CABLE)
- 좋은나라 운동본부 (KBS)
- 총에 관한 세부전술보고서 (CABLE)
- 서바이벌 킥복싱 배틀 쇼크펀치 (CABLE)
- 세상의 모든 다큐 (KBS)
- 실크로드 (CABLE)
- 세계의 하이테크 (OBS)
- 해외 특선 다큐 (CABLE) 外

### 라디오 드라마

#### KBS
연속낭독 (KBS 3라디오)
- 2008.06.08 ~ 2008.07.22 장회익 <공부도둑> (낭독)

라디오 극장 (KBS 한민족 방송)
- 2006.11.01 ~ 2006.11.30 정재민 <농땡이 사법 연수생의 짜장면 비비는 법> (정덕기)
- 2007.04.01 ~ 2007.04.30 김래주 <대조선인 안용복> (안용복)
- 2007.07.01 ~ 2007.07.31 송정림 <당신의 뒷모습> (홍주훈)
- 2009.02.01 ~ 2009.02.28 김주영 <아라리 난장> (한창범)
- 2010.06.01 ~ 2010.06.30 서동익 <청해당의 아침> (한성길)
- 2011.08.01 ~ 2011.08.31 김탁환 <열하광인> (이명방)

라디오 독서실 (KBS 2라디오)
- 2000.11.19 이순원 <첫사랑> (은봉)
- 2002.05.12 하성란 <파리> (임순경)
- 2002.12.15 김연수 <하늘의 끝, 땅의 귀퉁이> (태식)
- 2009.07.19 김원일 <미망> (나 / 해설)

KBS 무대 (KBS 한민족 방송)
- 2000.01.23 그애가 돌아왔을 때 (담임 / 해설)
- 2004.02.22 세익스피어의 해독제를 찾아서 (성찬)
- 2004.03.14 내 하나의 사랑은 가고 (창우)
- 2004.11.07 이 닦는 여자 (서준수)
- 2005.10.08 썸머 타임 (승준)
- 2006.12.16 담쟁이와 혈죽 (허명식)
- 2007.05.19 그해, 봄날 풍경 (승호)
- 2007.10.06 처마 끝에 서있는 여자 (한상학)
- 2008.03.15 봄 여름 가을 겨울 (명준 부)
- 2008.08.16 평양 그리고 뉴욕 (회장)
- 2008.11.29 귀녀는 괴로워 (박도진)
- 2009.10.31 선녀와 나무꾼 (한영후)
- 2010.05.15 달의 바다 (동진)
- 2010.11.06 가을 손님 (조현수)
- 2012.09.15 사랑을 건네다 (김주완)
- 2013.04.27 낙타를 빌려 드립니다 (남자1)
- 2015.06.27 위대한 유산 (고현호)

엄길청의 성공시대 (KBS 2라디오)
- 2004.04.26 ~ 2004.05.08 제14화 퀵서비스의 개척자 임항신의 도전일기 (임항신)
- 2004.10.25 ~ 2004.11.06 제27화 김창호, '락앤락' 신화를 쓰다 (김창호)
- 2005.08.29 ~ 2005.09.10 제49화 호텔보이 박길수, 호텔을 지배하다! (박길수)
- 2006.01.02 ~ 2006.01.14 제58화 힛트 제약사 김승호, 그는 약사 자격증이 없다! (김승호)
- 2006.06.19 ~ 2006.07.01 제70화 무궁화 전자, 맨땅에서 꽃피우다 (박외수)
- 2006.08.28 ~ 2006.09.09 제75화 이성호, 이영춘 부자(父子)의 대(代)를 이은 ‘도라지 타령’(이성호)

대한민국 경제실록 (KBS 1라디오)
- 2012.01.02 ~ 2012.03.02 제11화 제5공화국 경제수석실 (노태우)
- 2012.05.02 ~ 2012.07.13 제13화 5공화국 사채파동 (노태우)
- 2013.05.24 ~ 2013.07.22 제18화 3저호황과 한국경제 (노태우)
- 2013.07.22 ~ 2013.09.13 제19화 국책사업, 그 빛과 그림자 (노태우)

그외 KBS 라디오 드라마 
- 우리는 내일을 향해 달린다 (KBS)
- 그때 그 사건 (KBS)

#### EBS
라디오 문학관 (EBS FM)
- 2003.09.15 ~ 2003.09.20 우리 소설 100선 - 선우휘 <불꽃> (연호)

#### TBS
입체낭독 라디오 문학관 (TBS)
- 2008.05.05 ~ 2008.05.09 톨스토이 <사람은 무엇으로 사는가>
- 2008.09.29 ~ 2008.10.03 전상국 <우리들의 날개>
- 2008.12.22 ~ 2009.01.02 윤영수 <착한 사람 문성현> (아버지)
- 2009.10.12 ~ 2009.10.16 공선옥 <보리밭에 부는 바람>

#### 국군방송
- 맹일병
- 호국의 영웅들
- 나 그리고 우리
- 우리 가족이 최고야
- 오성장군 김홍일
- 우리는 하나
- 그때 그 시절
- 포화 속의 영웅들
- 병영 문학관

## 수상 경력
- KBS 라디오 연기대상 남자 신인상 (1991년)